# Solo y conmigo
 Solo y conmigo es una película de Argentina en colores  dirigida por Carlos Lozano Dana según su propio guion que se estrenó el 30 de noviembre de 2000 y que tuvo como protagonistas a Marta González, Jorge Barreiro, Fabián Gianola y Adriana Parets.

## Reparto
- Marta González
- Jorge Barreiro
- Fabián Gianola
- Adriana Parets
- Olga Vilmar
- Liliana Weimer
- Antonio Caride
- Lucas Lamarca
- Lionel Uberman
- Juan Martín Gravina

## Sinopsis
Descendientes de represores militares pactan con grandes corporaciones.

## Comentarios
Adrián C. Martínez en La Nación opinó:

«La cámara manejada por Lozano Dana es tan fría como insípida en su presuntuoso intento de profundizar una trama que no tarda en decaer hacia la más molesta monotonía.»

Manrupe y Portela opinan:

«Otro retrato de ex represores en el segundo título del intento de Lozano Dana por volcarse al cine con dos títulos en menos de dos meses.